# Bryndzieniata
Bryndzieniata, Bryndzienięta (biał. Брындзянята, Bryndzianiata; ros. Бринденята, Brindieniata) – wieś na Białorusi, w obwodzie grodzieńskim, w rejonie lidzkim, w sielsowiecie Dubrowna, nad Niecieczą.
Wieś położona jest przy wschodniej obwodnicy Lidy i przy linii kolejowej Mołodeczno – Lida.

## Historia
W dwudziestoleciu międzywojennym leżała w Polsce, w województwie nowogródzkim, w powiecie lidzkim, w gminie Lida. W 1921 miejscowość liczyła 150 mieszkańców, zamieszkałych w 28 budynkach, wyłącznie Polaków wyznania rzymskokatolickiego.
Po II wojnie światowej w granicach Związku Sowieckiego. Od 1991 w niepodległej Białorusi.